# Ванцетти, Тито
Тито Ванцетти (итал. Tito Vanzetti; 1809—1888) — итальянский хирург, профессор. 

## Биография
Родился в Венеции 29 апреля 1809 года. Окончил в Падуе гимназию и университет. Затем он посещал престижную двухлетнюю школу специализации в Венском университете, предназначенную для лучших студентов Австрийской империи. Вернувшись в Падую, он посвятил себя хирургии, став учеником Бартоломео Синьорони.
В 1834 году он отправился в Россию в качестве врача; сначала — в семью генерала Льва Нарышкина, затем генерала Михаила Воронцова, быстро став настолько известным, что заслужил драгоценный подарок (перстень с бриллиантом) от Николая I. Сначала он был в Одессе; оттуда переехал в Крым, где занимался хирургией. Результаты своего посещения Крыма изложил в сочинении: «Excursion en Crimée faite dans l’automne de l’année 1835» (Одесса, 1836). В 1837 году он получил степень доктора медицины в Харьковском университете и вслед за тем получил здесь кафедру глазных болезней.
В 1846 году он издал: «Annales scholae clinicae chirurgicae cesareae universitatis Charcoviensis». В 1848 году он произвёл первую в России операцию овариотомии. В 1849 году посетил главные университетские хирургические клиники Европы: Германии, Франции и Великобритании.
В 1853 году вернулся в родной Падуанский университет — профессором хирургии и оставался им до своей смерти. Был деканом медицинского факультета с 1860 по 1866 годы и ректором в 1864 году. В 1857 году предложил способ лечения аневризм непрямой пальцевой компрессией (прижатием пальцев), читал лекции об этом методе лечения и представил многочисленные случаи исцеления на многих конгрессах. В 1866 году, после присоединения Венеции к Италии, он был среди 17 профессоров Падуанского университета, отстраненных от преподавания за симпатии к Австрийской империи, но в следующем году был восстановлен в должности благодаря своей известности.
Он был членом многих итальянских и международных академий и научных обществ. Им оставлены многочисленные сочинения на французском, итальянском и латинском языках. 
Умер в Падуе 6 января 1888 года.